# Kabinett Schlebusch
Das Kabinett Schlebusch bildete die Landesregierung des Freistaates Braunschweig 1945–1946.

## Hintergrund
Hubert Schlebusch wurde von der britischen Militärregierung vom 24. April 1945 an als erster Ministerpräsident des Landes Braunschweigs eingesetzt. Die einzelnen Mitglieder des eingesetzten Landesrates wurden vom Kommandanten der Militärregierung ernannt. Eine Aufgabe dieses Landesrates war es, Maßnahmen zu beschließen, um die Not der Bevölkerung zu lindern. Alfred Kubel wurde zum 1. Sprecher gewählt, sein Vertreter wurde Otto Arnholz. Der Rat bestand aus einem Hauptausschuss und mehreren Fachausschüssen. Der Hauptausschuss wurde am 12. Januar 1946 konstituiert. Die Militärregierung verfügte am 26. Januar 1946 die Bildung eines Landtags. Der gesamte Landesrat wurde in diesen übernommen und von bisher 25 auf 50 Mitglieder ergänzt. Am 11. und 12. Februar 1946 wurden die ersten außerordentlichen Sitzungen des neuen Landtages abgehalten. Die erste ordentliche Landtagssitzung fand mit 40 Mitgliedern am 21. Februar 1946 statt. Am 7. Mai 1946 übernahm Alfred Kubel dieses Amt.
Bis zur Ausarbeitung einer neuen galt die Geschäftsordnung vom 25. Januar 1927 des früheren Braunschweigischen Landtags.
| Amt                     | Name              | Partei |
| Ministerpräsident       | Hubert Schlebusch | SPD    |
| Justiz und Volksbildung | Erich Bockler     | FDP    |